# Fabián Ahumada
Fabián Antonio Ahumada Astete (* 26. April 1996 in Santiago) ist ein chilenischer Fußballspieler, der hauptsächlich als Stürmer eingesetzt wird. 

## Karriere
Fabián Ahumada debütierte im März 2015 beim CD Palestino unter Trainer Pablo Guede und blieb den Arabes mit Ausnahme einer einjährigen Leihe bei Coquimbo Unido bis 2021 treu. Zur Saison 2022 wechselte er in die Primera B zu Santiago Morning. Nach einem Jahr endete sein Vertrag und er wurde vereinslos.

## Sonstiges
Neben der chilenischen besitzt Ahumada auch die palästinensische Staatsangehörigkeit. Er wurde 2018 in den Kader der U23-Nationalmannschaft Palästinas berufen, jedoch kam er nicht zum Einsatz.